# Веспрем (комитат)
Ве́спрем (венг. Veszprém; нем. Weißbrunn) — исторический комитат на западе Венгерского королевства Австро-Венгерской империи. 
В настоящее время эта область входит в состав медье Веспрем Венгерской республики. Территория бывшего комитата значительно меньше территории современного медье, которое включает также некоторые земли соседних комитатов. Административным центром комитата был город Веспрем. В дореволюционной русской исторической литературе обычно встречается славянское наименование комитата — Ве́сприм (Veszprim), и Веспримский комитат.

## География
На конец XIX столетия административный округ Ве́сприм занимал большую часть Баконийского леса и северо-восточный угол Балатонского озера. Веспрем лежал к северу от озера Балатон, на холмистой равнине. Центральную часть комитата пересекают невысокие горы Баконь, на северо-западе спускающиеся к равнине Кишальфёльд. Западной границей комитата считалась река Марцал. Комитат отличался волнообразной, холмистой поверхностью. Площадь Весприма составляла 3 953 км² (по состоянию на 1910 год г.). Весприм граничил со следующими комитатами Венгерского королевства: Шопрон, Ваш, Дьёр, Комаром, Фейер, Тольна, Шомодь и Зала.
В комитате Ве́сприм было хорошо развито как сельское хозяйство (прежде всего, выращивание зерновых культур и виноградарство в области Балатона), так и добывающая промышленность. В горах Баконь разрабатывались месторождения каменного угля и бокситы. Во второй половине XIX века прибрежная область вокруг северного берега озера Балатон стала популярной зоной туризма.

## История

Герб комитата Веспрем

Весприм был одним из первых венгерских комитатов, образованных в начале XI века при короле Иштване I Святом. После Первой мировой войны Веспрем остался в составе Венгерской республики. На его основе в 1940-х гг. было образовано медье Веспрем. Помимо бывшего одноимённого комитата медье включило в себя область к западу от реки Папа, ранее входившую в комитат Ваш, а также северо-западный берег Балатона, относящийся к комитату Зала. Юго-восточная часть комитата Веспрем (вокруг города Эньинг) отошла к медье Фейер.

## Население
На 1881 год в административном округе  Ве́сприм проживало 208 487 жителей, между которыми было 82,36 % мадьяр.
Согласно переписи 1910 года на территории комитата  Ве́сприм проживало 229 800 жителей, подавляющее большинство (более 82 %) которых являлись по национальности венграми. Немецкоязычное этническое меньшинство составляло около 17 % жителей Веспрема. Господствующий религией населения был католицизм, который исповедовали более 63 % жителей, существенное значение также имели протестантские деноминации:кальвинизм (21 % жителей) и лютеранство (около 11 %). Евреи составляли около 5 % населения.

## Административное деление

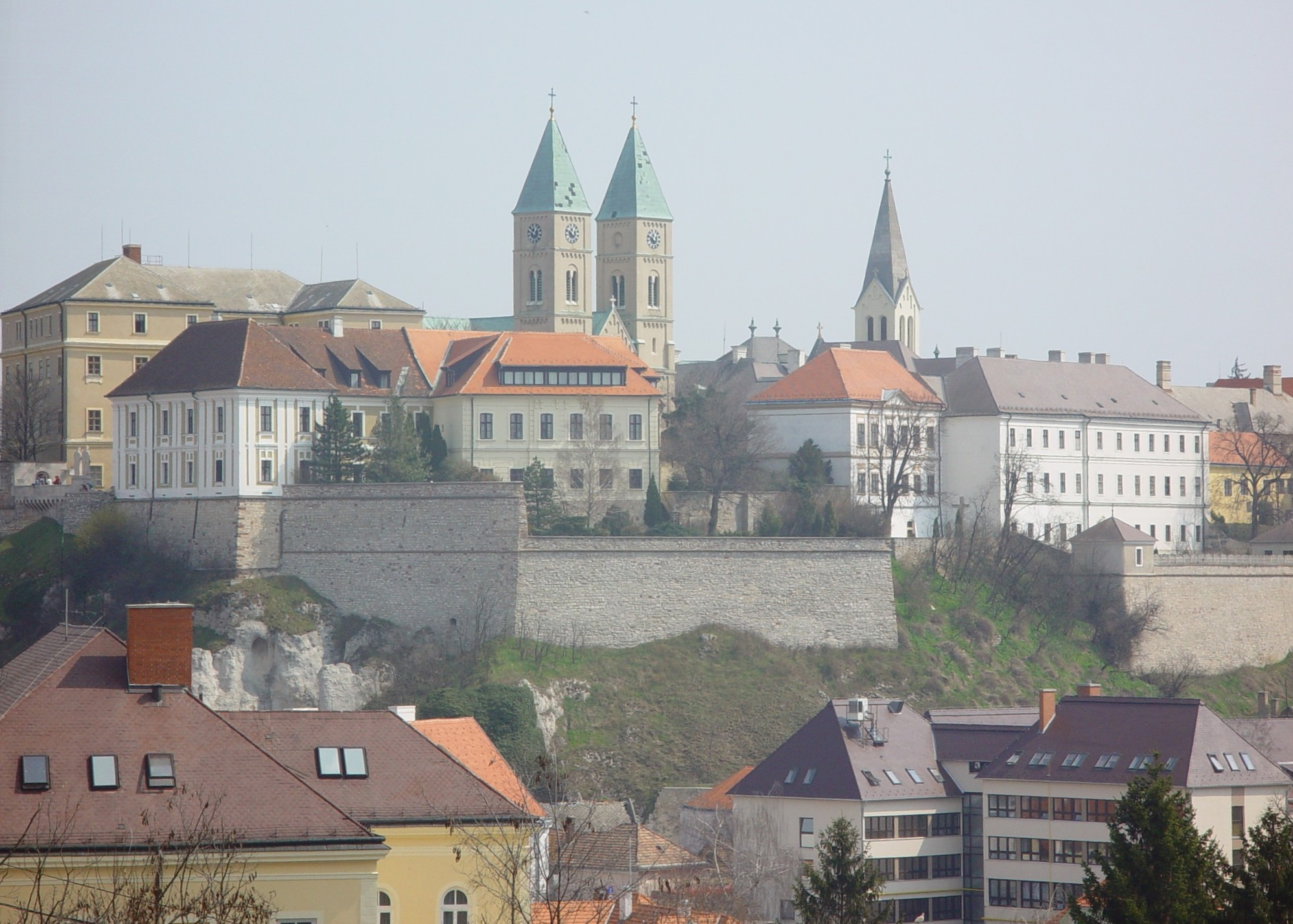
Замок Веспрем

В начале XX века в состав комитата входили следующие округа:
| Округа         | Округа     |
| Район          | Адм. центр |
| -------------- | ---------- |
| Веспрем        | Веспрем    |
| Девечер        | Девечер    |
| Зирц           | Зирц       |
| Папа           | Папа       |
| Эньинг         | Эньинг     |
| Муниципалитеты |            |
| Веспрем        |            |
| Папа           |            |